# ТЕС Раозан
22°27′45″ пн. ш. 91°58′42″ сх. д. / 22.46250° пн. ш. 91.97833° сх. д.
ТЕС Раозан – теплова електростанція на південному сході Бангладеш поблизу міста Читтагонг, яка належить державній компанії Bangladesh Power Development Board (BPDB).
В 1993 та 1997 роках на майданчику станції стали до ладу два однотипні конденсаційні енергоблоки потужністю по 210 МВт, основне обладнання для якого постачила китайська компанія Dongfang. У 2018/2019 році їх фактична чиста паливна ефективність становила лише 27,7% та 24,4% відповідно, при цьому фактична потужність станції зменшилась до 360 МВт.
Для охолодження використовують воду із річки Карнафулі.
Станція споживає природний газ, який надходить до регіону по трубопроводах Бахрабад – Читтагонг та Мохешкалі – Читтагонг.